# Citipost Osnabrück

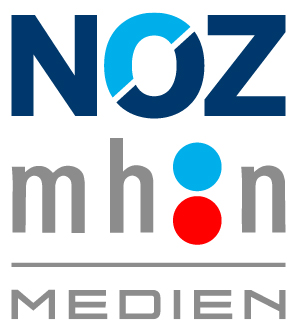
Logo der NOZ/mh:n MEDIEN

Citipost Osnabrück (Eigenschreibweise: CITIPOST Osnabrück) ist ein privater Postdienstleister in der Region Osnabrück-Emsland, der zur Mediengruppe NOZ/mh:n MEDIEN und zur Markenpartnerschaft Citipost gehört. Im Sortier- und Versandzentrum der Citipost Osnabrück werden täglich rund 100.000 Sendungen verarbeitet und von mehr als 2000 Zustellern für über 1000 Kunden zugestellt.

## Geschichte
Seit der Gründung am 1. Oktober 2005 erbringt Citipost Osnabrück Postdienstleistungen in der Region Osnabrück-Emsland. Das Unternehmen ist Gründungsmitglied der 2009 gegründeten Citipost-Verbund GmbH. Der Verbund strebt ein einheitliches Angebot aller Mitglieder bei der Postbearbeitung und eine Zusammenführung der Logistik an. Im Dezember 2010 führte Citipost Osnabrück zum fünfjährigen Bestehen eigene Briefmarken ein.
Am 8. Oktober 2013 zog Citipost Osnabrück in ein neues Logistikzentrum in Osnabrück um, das die Neue Osnabrücker Zeitung betrieb. Im Jahr 2019 legte das Unternehmen gemeinsam mit dem Sponsor VFL Osnabrück eine Sonderbriefmarke zum Aufstieg des VFL auf.

## Geschäftstätigkeit
Citipost Osnabrück stellt Brief- und Warensendungen, Infopost, Päckchen oder Paketen zu und bietet den Druck und die Kuvertierung von Mailings, Kurierdiensten und Postlagerungen an. Neben dem Briefversand gehören auch nationale Kleintiertransporte, weltweite Expresszustellungen sowie digitaler Dokumententransport dazu. Das Zustellgebiet von Citipost Osnabrück umfasst einen Großteil von Niedersachsen mit den Regionen Osnabrück und Emsland. Citipost Osnabrück ist auf Geschäftskunden in der Region spezialisiert.
Sortier- und Erfassungsmaschinen des Unternehmens sortieren, wiegen und frankieren mehr als 50.000 Sendungen pro Stunde.

## Kooperation
Für die bundesweite Zustellung kooperiert Citipost Osnabrück mit der Mail Alliance, einem Verbund mehrerer Briefdienste. Die weltweite Zustellung wird durch G3 Worldwide Mail (ehemals Spring Global Mail) gewährleistet.

## Unterstützte Projekte
Citipost Osnabrück beteiligt sich an der betrieblichen Qualifizierung im Rahmen des Projektes „Unterstützte Beschäftigung“ der Innova ProBildung GmbH. Ein weiteres Qualifizierungsprogramm betreut gezielt Mitarbeiter mit einem Handicap.

## Sponsoring und Partner
Citipost Osnabrück ist Sponsor des VFL Osnabrück und unterstützt Sportler 4 a childrens world sowie das Osnabrücker Hospiz.